# Правова система Саудівської Аравії
.Правова система Саудівської Аравії — правова система, яка заснована на Шаріаті, Ісламському праві, що базується на Корані й Сунні Ісламського пророка Мухамеда. До джерел Шаріату також входить спільна думка Ісламського вченого співтовариства (Іджма), що розвинулася після смерті Моххамеда. На його інтерпретацію, здійснену суддями Саудівської Аравії, вплинули середньовічні тексти школи ісламської юриспруденції в Ханбалі. На відміну від інших мусульманських країн, у Саудівській Аравії Шаріат було перейнято без кодифікації. Це, разом з відсутністю правового прецеденту, призвело до значної невизначеності у сфері прийняття й дотримання законів країни. Саме тому у 2010 році уряд анонсував намір кодифікувати Шаріат, хоча він і досі залишається нереалізованим. Крім того, Шаріат було доповнено положеннями, затвердженими королівським указом, що охоплює сучасні проблеми, такі як інтелектуальна власність і корпоративне право. Тим не менш, Шаріат залишається основним джерелом влади, особливо у сферах кримінального, сімейного, комерційного і договірного права, а Коран і Сунна є декларованою конституцією країни. У сферах земельного й енергетичного права специфічною рисою є обширні майнові права держави Саудівської Аравії (насправді, Саудівської королівської сім'ї). 
Чинна судова система була створена королем Абдул Азізом, який заснував Королівство Саудівська Аравія у 1932 році і була введена в країну між 1927 і 1960 роками. Вона включає загальні та зведені Шаріатські суди з деякими адміністративними трибуналами для розгляду суперечок щодо застосування специфічних сучасних правил. Судові процеси в Саудівській Аравії проводяться без присяжних. Суди в Саудівській Аравії виявляють слабке додержання формальних процедур, і перший кримінальний процесуальний кодекс країни, виданий у 2001 році, значно ігнорується. Король Абдулла у 2007 році запровадив ряд значних судових реформ, які й досі залишаються не реалізовані. 
Покарання в Саудівській Аравії за кримінальним законом включають публічне обезголовлення, закидання камінням, і ампутацію і шмагання батогом. Серйозні кримінальні злочини включають не тільки міжнародно визнані злочини, такі як вбивство, зґвалтування, пограбування і крадіжку, а й зраду, перелюбство, чаклунство й відьмацтво. На додачу до регулярної поліції, Саудівська Аравія має секретну поліцію Махабіт і «релігійну поліцію» Мутава. Остання забезпечує дотримання ісламських соціальних і моральних норм. Західно-орієнтовані організації щодо людських прав, такі як Міжнародна амністія і Human Rights Watch критикували діяльність обох поліцій так само як і інші аспекти щодо людських прав у Саудівській Аравії. Сюди входить ряд екзекуцій, правопорушення яких є приводом до смертної кари, нестача охорони для обвинувачених в системі кримінального правосуддя, ставлення до гомосексуалів, застосування тортур, нестача релігійної свободи, а так надзвичайно невигідне становище жінок. Albert Shanker Institute і Freedom House також відзвітували про те, що «Діяльність Саудівської Аравії розходиться з концепцією верховенства права».

## Історія
Див. також: Історія Саудівської Аравії

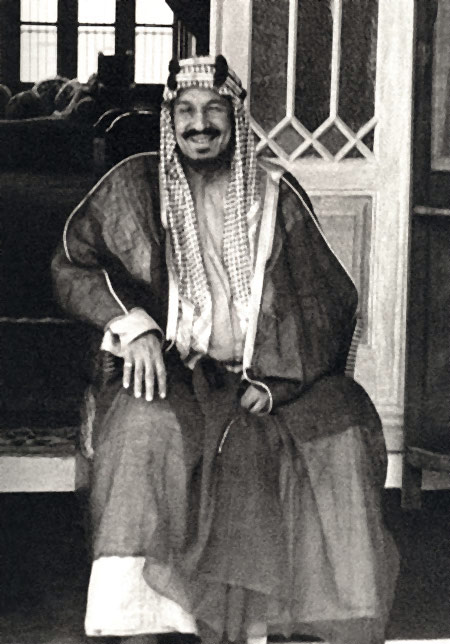
Абдул Азіз Аль Сауд, перший король Саудівської Аравії і засновник судової системи країни.

Шаріат (або ісламський закон), головне джерело права у сучасній Саудівській Аравії, був поступово розроблений мусульманськими суддями і вченими протягом сьомого — десятого століть. З часів Халіфату Абассидів у восьмому столітті, розвиток Шаріату був прийнятий за основу закону в мусульманських містах, включаючи Аравійський півострів, і залишався у силі, підтримуваний місцевими правителями, затьмарюючи урф (доісламське звичаєве право). У сільських регіонах, урф продовжував домінувати протягом певного часу, наприклад, був головним джерелом права серед бедуїнів Неджду в центральній Аравії до початку 20-го століття.
До 11-го століття у мусульманському світі виникли чотири головні Сунітські школи ісламської юриспруденції (або фікгу), кожна мала свої інтерпретації Шаріату: ханбалітську, малікітську, шафіцьку and ханіфіцьку. У Аравії за перевагу школі Ханбалі виступив Ваххабітський рух, заснований у 18-му столітті. Ваххабізм, сувора форма сунітського ісламу була підтримувана королівською сім'єю (Аль Сауд) і зараз домінує в Саудівській Аравії. Тому із 18-го століття, школа Ханбалі переважала в Неджді і центральній Аравії, серці Ваххабітського ісламу. У більш космополітичному Хіджазі, на заході півострова, обидві школи, Ханафі й Шафі, були в підтримці.
Крім того, існували різні судові системи. У Неджді існувала проста система окремих суддів у кожному з великих міст. Суддя призначався місцевим губернатором, з яким тісно працював і розпоряджався стосовно справ. У Хіджазі була більш складна система з судами, що містять групу суддів. У 1925 році Абдул Азіз аль Сауд з Неджду завоював Хіджаз і об'єднав його зі своїми територіями, щоб сформувати Королівство Саудівської Аравії у 1932 році. У 1927 році король запровадив нову судову систему в Хіджазі, що містить загальні й зведені суди і постановив, що має застосовуватися Ханбальський фігх Тим не менш, традиційна суддівська система Неджду залишилася в дії в особі консервативної опозиції Неджської релігійної еліти.
Після ознайомлення з судовою системою Хіджазу протягом наступних десятиліть, релігійна еліта дозволила її введення в решті країни протягом 1957—1960. Крім того, із 1930-х Абдул Азіз створив державні трибунали або «комітети», щоб виносити рішення у сферах, що охоплюються королівськими указами, таких як комерційне й трудове право. Система шаріатських судів і державних трибуналів, створених Абдул Азізом залишалася в силі на місцях до 2007 року, доки не було введено судову реформу(дивитися нижче). До 1970 року судові обов'язки були відповідальністю Великого муфтія, найбільшого релігійного авторитету країни.. Однак, коли тогочасний Великий муфтій помер у 1969 році, король Фейсал вирішив не призначати собі наступника і скористався можливістю передати відповідальність до новоствореного міністерства юстиції.
Шиїтська громада у східній провінції має окрему правову традицію. Хоча вони й наслідують Шаріат, вони наслідують шиїтську школу юриспруденції Джафарі. У 1913 році, коли Абдул Азіз підкорив територію, він надав шиїтам окрему судову владу у справах релігійного й сімейного права: одного суддю в Катіфі й одного в Аль-Хаса. Така ситуація, коли два судді правлять серед населення близько двох мільйонів, зберігалася до 2005 року, коли кількість суддів збільшилася до семи. У всіх інших сферах права, шиїтська громада залишається під юрисдикцією регулярних сунітських судів.

## Джерела права

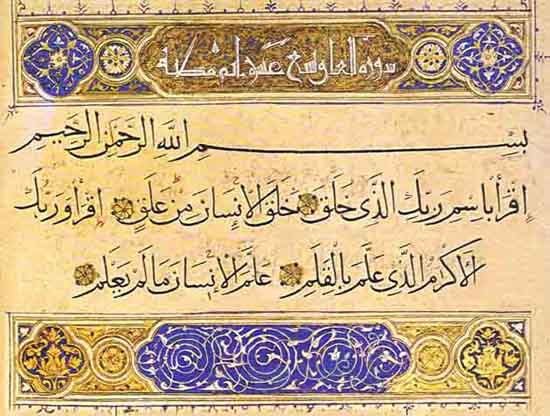
Вірші з Корану, основного джерела закону Саудівської Аравії.

### Реформи і розвиток 2008—2015 рр

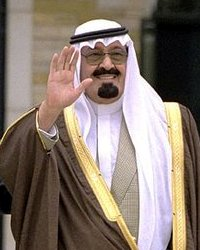
Король Абдалла, який упорядкував ряд реформ судової системи під час свого правління.

### Кримінальне право

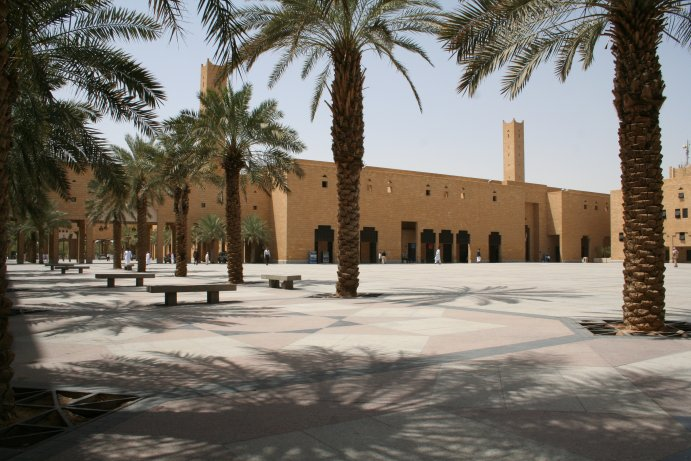
Deera Square, центральна площа Ер-Ріяд. Відома у місцевому масштабі як «Chop-chop square», це місце громадського обезголовлення

### Енергетичне право

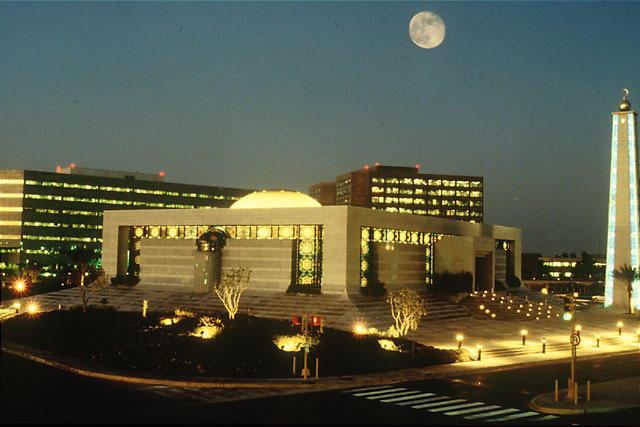
Saudi Aramco, комплекс штаб-квартир у Дахрані, Східній провінції

### Права жінок

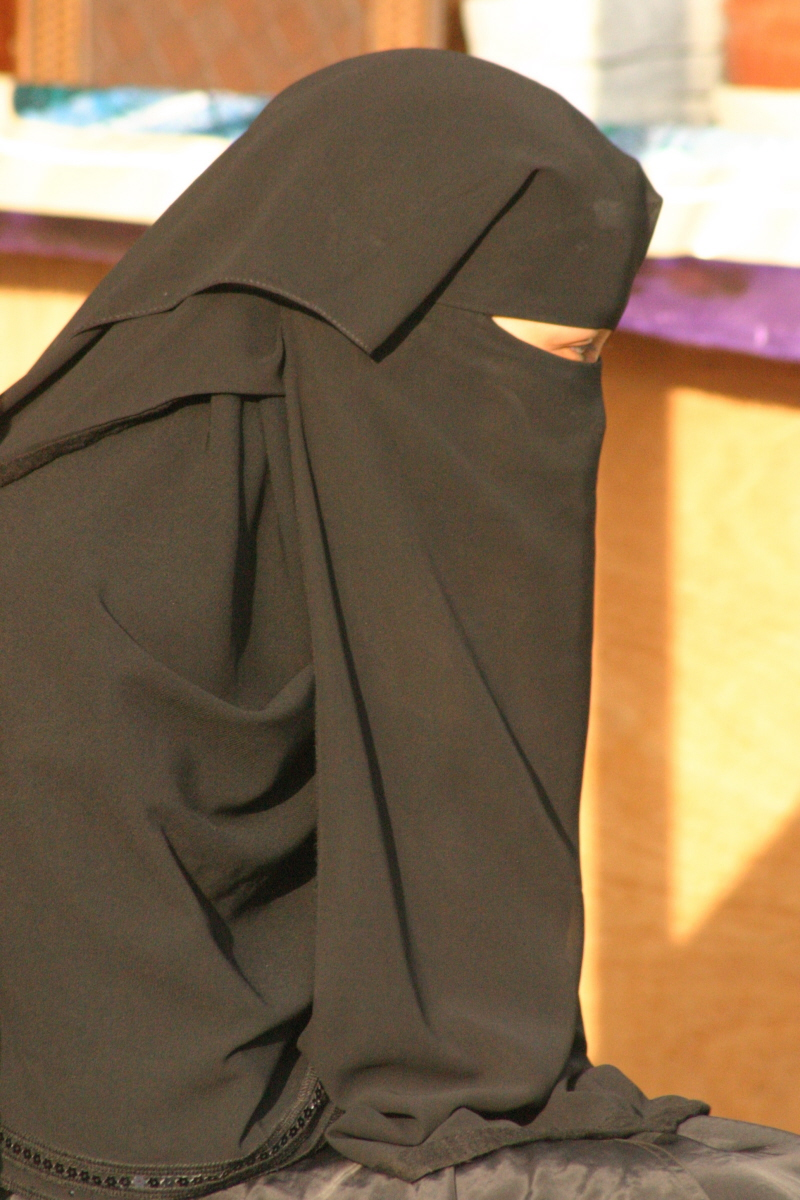
Саудівська жінка в традиційному одязі нікаб